# Miró otro

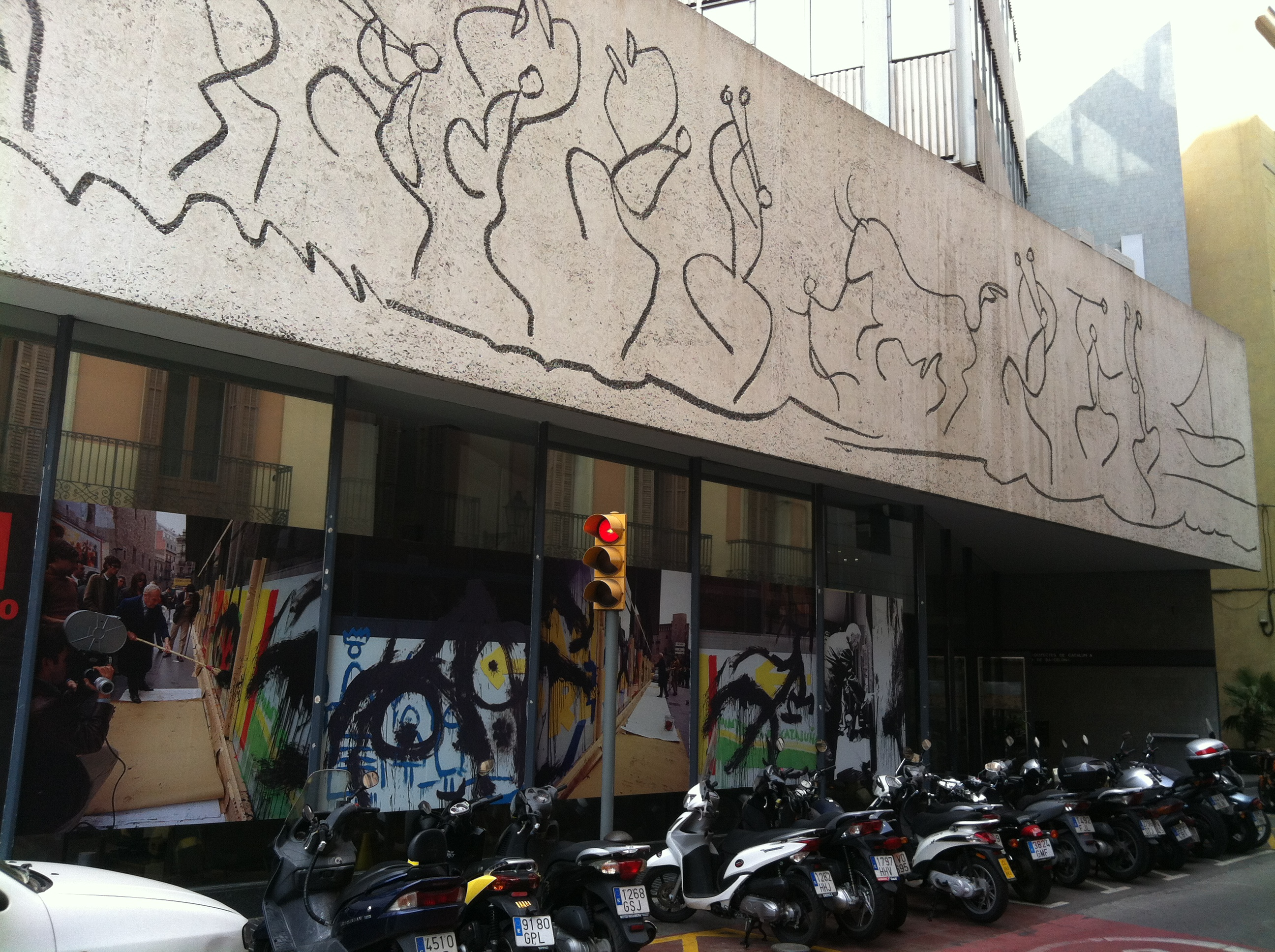
Fachada del Colegio Oficial de Arquitectos de Cataluña en donde se exhiben fotografías de la exposición Miró otro. Fotografía tomada en el año 2012

Miró otro, originalmente con título  Orim (Miró escrito al revés), fue una exposición retrospectiva de la obra del pintor catalán Joan Miró organizada por el Colegio Oficial de Arquitectos de Cataluña (COAC) en su sede de Barcelona el 1969. Una de las manifestaciones más importantes y transgresoras de esta exposición fue la acción hecha por el artista y colaboradores antes de la apertura de la exposición y destruida por él y colaboradores después .

## La exposición
La exposición tuvo lugar del 30 de abril al 30 de junio de 1969. Originalmente estaba prevista para terminar el 30 de mayo, pero se prorrogó por un mes.
El COAC encargó al estudio de arquitectos Studio PER (Pep Bonet, Cristian Cirici, Lluís Clotet y Oscar Tusquets) de hacer el "guion" y montaje de la exposición. De acuerdo con Cristian Cirici, la exposición quería servir de contrapartida a la exposición oficial y oficialista organizada por régimen franquista poco antes en el Hospital de la Santa Cruz en Raval  de Barcelona (1968), que marcó el punto de inflexión cuando el artista pasa de ser marginalizado por el régimen a ser oficialmente aceptado, "asimilado" y "trivializado" por este.

[...] los arquitectos socios de Studio PARA [...], que acabábamos de hacer 27 años, recibimos del Colegio de Arquitectos de Cataluña y Baleares el encargo de hacer el guion y el montaje en la sede colegial de una contraexposició-que titulamos Orim (Miró escrito de derecha a izquierda) - en la exposición antológica organizada por el Ayuntamiento de Barcelona en el marco gótico del antiguo Hospital de la Santa Cruz .
 Cristian Cirici 

La exposición tenía una clara vocación provocadora y transgresora. El Pere Portabella explica sobre la naturaleza contestataria de la exposición:

Se trataba de dar un panorama de la obra de Miró, antes, durante y después de la guerra (1936-39). Denunciar la manipulación de la que era objeto Miró por el régimen durante el Año Miró declarado por el Ministerio de Información y Turismo en 1969 (murales por todas partes, lo querían nombrar miembro de la Academia ...)
 Pere Portabella 

## La acción
Los comisarios de la exposición, los socios de Studio PER, pidieron a Joan Miró de hacer una intervención para la exposición en la sede del COAC, y éste se volcó con entusiasmo, acudiendo a él la idea de pintar un largo mural siguiendo todas las ventanas de la planta baja del COAC de Barcelona. La acción era una pieza de arte efímera y colectiva, y de desmitificación del artista, en el espíritu del arte pobre, el arte efímero, el arte no comercial, delhappening y precursor, en cierto modo, del arte conceptual y el pop art. Miró escogió 4 personas para colaborar con él, les asignó 4 colores (sus 4 colores base con los que siempre trabajaba - amarillo, verde, azul, rojo) y les dio vía libre para pintar lo que quisieran. Se reservó el color negro, que aplicaría el mismo con una escoba, como intervención final, con el queretocabalo que habían hecho los otros pocos minutos antes.
La acción comenzó durante la noche del 26 al 27 de abril de 1969, a partir de las 4 de la madrugada, con la intervención previa de los 4 colaboradores (más el cineasta, fotógrafos, etc.) acabó con la intervención de Miró en la madrugada del 28 de abril, finalizando hacia las 6 de la mañana, con Miró poniéndole los toques finales de negro. Se pintaron 21 vidrieras de poco más de 2 metros de largo cada una. El espacio cubierto hacía unos 44 metros de largo (sobre un total de 48 metros de las vidrieras del COAC) para llegar a unos 70 metros cuadrados de superficie pintada.
El acto de destrucción de la obra tuvo lugar el día 30 de junio, coincidiendo con la clausura de la exposición, y empezó a las 12 del mediodía, con Miró borrando con disolvente y escoba. Algunos de los espectadores, entre ellos el arquitecto Oscar Tusquets, el sombrerero y promotor de arte Joan Prats y Vallès, unos estudiantes de arquitectura y algunos críticos de arte, enseguida se pusieron a ayudarle. Más tarde se pusieron unas colaboradoras (las mujeres de limpieza) para acabar de limpiarlo.
La obra fue una pieza efímera porque al terminar la exposición, el artista, posiblemente con la instigación del cineasta Pere Portabella en la página Arte Action con la colaboración de la gente presente en el acto y de unas mujeres de limpieza (los nombres de las cuales, desgraciadamente, no ha quedado constancia) lo borraron con disolvente como acto de contracultura.

De todo el proyecto, no hay duda de que lo más provocador fue la parte que desapareció: los cristales del Colegio pintados por Miró, bajo el friso de Picasso y de cara a la Catedral. [...] Obra provocativa, colectiva, efímera ... Era el momento en que se empezaba a hablar de arte conceptual. Quizás Miró, sin saberlo, se adelantó.
 Fundación Miró (Rosa Maria Malet? Teresa Muntaner? Emili Fernández Miró? Pere Portabella?)

A Pere Portabella le fue encomendada la grabación del evento. De allí surge su obra "Miró, el otro" (15 min., México, 1969, con música de Carlos Santos y sin locución), que incluye tanto el proceso de pintar como el de la destrucción de la obra. La acción también fue fijada por los fotógrafos de renombre Colita (en blanco y negro) y Francesc Català Roca (en color).
Miró habla sobre esta obra:

Algunas personas lloraron un poco para que estas obras podrían aportar ingresos. Pero tenía que ser así. Los arquitectos jóvenes querían hacer una exposición de choc, de ataque, lo contrario de la exposición antológica oficial que se había hecho antes, el pintor de los museos. Yo no fui a la inauguración de la exposición oficial. Estaba en Barcelona, pero en el último momento hice anunció que no iría para no encontrarme con las autoridades. Pero sí que estaba por los arquitectos jóvenes, ya las tres de la madrugada-para que no hubiera nadie, no era un espectáculo-estaba pintando sobre la acera. Después fuimos a tomar un café con leche y un croissant para calentarnos un poco. Lo que me interesaba era el gesto instantáneo sobre el fondo preparado, donde había inscripciones en catalán a favor de la libertad de Cataluña.
 Joan Miró 

## La reacción
La acción efímera de Miró y colaboradores causó muchas reacciones, entre ellas las palabras de rechazo contundentes del crítico de arte, Santos Torroella:

Malo es, sin embargos, que tan ingenuamente Haya caído en un doble juego que nada-antes, al contrario-PUEDE favorecerle. Porque lo del pintarrajear de cristales, a base de escobazos y Azafata o azafatas con jofainas de pintura, sobre una tonta simulación irónica de dibujos de Picasso-tan distante, éste, ¡ay!, De talas ridículas niñerías-Tiene Demasiado de show daliniano - lo más contrario, Durante toda una vida, el espíritu de Miró-para que puedo tomarse en serio.
 Rafael Santos Torroella 

El día mismo de la destrucción de la obra, el crítico José María Moreno Galván, intentó disuadir el pintor de un acto que él creía equivocado. Miró estaba en la Comisión de Cultura del COAC en compañía del poeta y crítico José Corredor-Matheos y le contestó que ya lo había pensado largamente y que le parecía muy bien la destrucción, aunque comprendía las tribulaciones del crítico. Moreno Galván se muestra contrario a la destrucción en un artículo escrito en la revistaTriunfo: 

El Espectáculo de ver a Joan Miró destruir la obra de arte que EL MISMO Había creación con suspensión própias manos no me gustaria volver a VERLO nunca más ... Yo Tuve un breve escalofrío emocional. Volvo la espalda y volver al interior del edificio. Ya estaba bien ... Yo protesto.
 José María Moreno Galván 

Otras personas que se pronunciaron en sentido negativo contra la obra o su destrucción fueron el poeta Federico García-Durán de Lara, entre otros.
También había crítica positiva. El escritor y crítico de arte Alexandre Cirici, por ejemplo, alabó la acción como "ruptura radical":

Para muchos visitantes habrá sido una sorpresa el aspecto militante de Miró en los momentos históricos. Había darla. Para mucha gente, ha sido un impacto el happening, a la vez environnement y participación, del gran mural preparado en equipo, donde los grafismos de los cuatro arquitectos autores de la exposición sirvieron de base a la composición final hecha por Miró con una escoba empapada de negro. Una obra que desafía las buenas maneras, la especulación económica, la idea mítica del artista sacerdote, y que es una imagen de la violencia callejera. Es una ruptura radical con el sistema de valores establecido.
 Alexandre Cirici 

Otros defensores del acto de destrucción que se pronunciaron en la época fueron Llorens Artigas, Joan Perucho, Óscar Tusquets y Miquel Gaspar.
Años más tarde, la crítica de arte y comisaria, ahora directora de la Fundación Miró, Rosa Maria Malet, y el poeta, crítico de arte y amigo de Miró, Jacques Dupin, alabarán la acción en sus obras.

## Testimonio
Pere Portabella grabó la acción y posteriormente se editó, publicandoMiró, el otro, 1969, un video de 15 minutos grabado en color y sin locución. Manuel Esteban se encargó de la fotografía y la música corrió a cargo de Carlos Santos. El montaje fue hecho por Teresa Alcocer. La cinta fue coproducida por el propio colegio de arquitectos, junto conFilms 59y por José Pedro Villanueva. La cinta se ha podido ver como testimonio de la acción en varias exposiciones conmemorativas de Miró, comoJoan Miró. 1956-1983. Sentimiento, emoción, gesto, celebrada en la Fundación Joan Miró entre el 24 de noviembre de 2006 y el 25 de febrero de 2007.
La fotógrafa Colita también documentó la acción, realizando una serie de fotografías en blanco y negro y otras en color. También se pudieron ver en la misma retrospectiva de 2006. Francesc Català Roca también hizo una pequeña serie de fotografías.